# 西村勇気
西村 勇気（にしむら ゆうき、1979年9月6日 -）は、テレビ熊本（TKU）のアナウンサー。

## 人物
兵庫県尼崎市出身。兵庫県立小野高等学校を経て関西学院大学を卒業後、2004年にNHKに入局したが、2008年10月頃依願退職した。
2014年4月に熊本県の民放のテレビ熊本にアナウンサーとして移籍入社。

## 現在の担当番組
- TKUニュース
- FNN Live News days（ローカル枠）

## 過去の出演番組
- FNNスピーク（ローカル枠）
- FNNプライムニュース デイズ（ローカル枠）
- みんなのニュース - みんなのふるさと・2代目熊本中継担当リポーター[3]

## NHK時代の出演番組

### 福岡放送局時代
- 情報ワイド福岡いちばん星（2005年夏 - 2006年6月）
- 福岡県・九州沖縄のニュース
- ニュース845 福岡

### 徳島放送局時代
- 生中継 ふるさと一番!（2007年6月6日・7日）中継お届け人
- 徳島県のニュース
- ほっとイブニング徳島（17時台、スポーツコーナーなど）
- ニュースとくしま610（2008年度）

## 同期のアナウンサー

### NHK時代
- 荒木美和
- 井上あさひ
- 岩野吉樹
- 大嶋貴志
- 笠井大輔
- 梶原典明
- 杉嶋亮作
- 鈴木奈穂子
- 関根太朗
- 高橋篤史
- 瀧川剛史
- 田中寛人
- 丹沢研二
- 中山準之助
- 芳賀健太郎
- 原大策
- 廣瀬智美
- 松村正代
- 宮崎大地
- 守本奈実
- 山田朋生
- 横山哲也
- 芳川隆一

### その他
- 石橋亜紗（当時NHK熊本放送局アナウンサー）